# Sharo Gambino
Sharo Gambino (Vazzano, 7 gennaio 1925 – Lamezia Terme, 25 aprile 2008) è stato uno scrittore e giornalista italiano.

## Biografia
Visse a Serra San Bruno (VV) e iniziò quasi fortuitamente la carriera letteraria pubblicando a fumetti il racconto Tragico destino, un successo che lo ha incoraggiato a continuare. L'incontro con la realtà sociale della Calabria, da lui paragonato a quello di Carlo Levi con la Lucania, lo ispirerà per Sole nero a Malifà, il suo primo romanzo e La mafia in Calabria, primo saggio sull'argomento seguito da Mafia la lunga notte della Calabria e ‘Ndranghita dossier.
Meridionalista, ha pubblicato 35 volumi. Nel 1980 scrive per la RAI un recital radiofonico in 14 puntate chiamato "Vizzarro". Il 29 luglio del 2003 il recital tratto dal libro "U Vizzarru" del Gambino che ha per protagonisti gli attori teatrali Paola Gassman e Ugo Pagliai è stato inscenato nel castello normanno-svevo di Vibo Valentia.
Gambino è stato protagonista dell'informazione calabrese, legando la sua firma a giornali e riviste storiche: Il Messaggero, Il Tempo, La Gazzetta del Sud, Il Corriere Calabrese, Il Gazzettino dello Jonio, Quaderni Calabresi, Il Giornale di Calabria ed altri. Ha collaborato per quarant'anni con Radio Rai, sia come giornalista che come autore di alcuni sceneggiati fra cui Boccheciampe e Vizzarro. Nel 1988 la Gazzetta del Sud ha pubblicato in diciotto puntate il suo romanzo giallo Concerto in Re Maggiore.
Nell'ambito degli studi letterari, Gambino ha pubblicato un'antologia della letteratura calabrese e le antologie di poesia popolare Guvernu puorcu, latru e camburrista, Natali ‘i ‘na vota, Venerdì e Domenica. Quest'ultimo, costituisce anche uno studio antropologico sui cibi, le tradizioni, le disponibilità alimentari e i desideri nell'ambito della storia economica e sociale della Calabria. La sua ultima fatica fu Calabria erotica anch'essa uno studio antropologico e sociale, sotto la duplice “trasgressione” dell'eros e della poesia popolare.
Dei romanzi, oltre quelli già citati, ricordiamo: Fischia il sasso, In nome del re schiavo, Plot, L'ombra sua torna e, tra i volumi di racconti: Il sesso dei gatti, L'ospite, All'ombra di Trentinella, La ragazza del fiume. Ancora inedito Rime in Croce, un saggio su Anna Maria Edvige Pittarelli, una poetessa francicana del Cinquecento, che è un vero “giallo” letterario, magistralmente ricostruito e raccontato in queste pagine.
Gambino è autore anche di testi teatrali: Calabria canta e piange e Strenna calabrese.

## Opere
- Diario d'amore, MIT, Corigliano Calabro 1958. Un uomo ha perduto l'ombra, MIT, Corigliano Calabro 1963.
- Il sesso dei gatti, Alziamo le vele, Catania 1964 (II ed. l sesso dei gatti e altri racconti, Rubbettino, Soveria Mannelli 2015). Gli uccelli nella vigna, MIT, Corigliano Calabro 1965.
- L'ospite, La Croce del Sud, Amantea 1965.
- Sole nero a Malifà , Pellegrini, Cosenza, 1965 (II ed. Rubbettino, Soveria Mannelli, 2009)
- Calabria ieri e oggi (reportage storico-letterari), MIT, Cosenza, 1968.
- La mafia in Calabria, Parallelo 38, Reggio Calabria, 1968 (II ed. Parallelo 38, Reggio Calabria, 1975; III edizione, Città  del sole, Reggio Calabria, 2009).
- Fischia il sasso, Edizioni Internazionali, Napoli, 1974 (II ed. Qualecultura - Jaca Book, Vibo Valentia - Milano, 1989).
- Mafia, la lunga notte della Calabria, Edizioni Quaderni di Calabria Oggi, Reggio Calabria, 1976. La Repubblica rossa di Caulonia. Una rivoluzione tradita? (con (P. Crupi, V. Misefari, E. Musolino), Casa del Libro, Polistena 1977;
- Antologia della poesia dialettale calabrese (dalle origini ai nostri giorni), Carello Editore, Catanzaro 1977.
- Vizzarro, Frama Sud, Chiaravalle Centrale, 1979 (II ed. AGE, Ardore Marina, 1994; III ed. Rubbettino, Soveria Mannelli 2012).
- In fitte schiere. La Repubblica di Caulonia, Frama Sud, Chiaravalle Centrale 1981.
- Sull'Ancinale. Serra San Bruno e la Certosa, Tipo-legatoria Mele, Serra San Bruno, 1982 (II ed. Il Brigante, Serra San Bruno 2005).
- All'ombra di Trentinella, MIT Scuola, Cosenza 1984.
- Da Subsicinum a Vazzano(lineamenti di storia municipale), MIT, Cosenza, 1984.
- 'Ndranghita dossier (Cronaca - Testimonianze - Documenti), Frama Sud, Chiaravalle Centrale, 1986.
- Dieci cavalli bianchi (Il romanzo di Tommaso Campanella), MIT Scuola, Cosenza, 1987 (II edizione Città  del Sole, Reggio Calabria, 2008).
- Accadde in Calabria, Mapograf, Vibo Valentia 1989.
- La ragazza del fiume, Edizioni l'Ulivo, Catanzaro 1990.
- Vi racconto la mafia, Mapograf, Vibo Valentia 1993 (II ed. Arti Grafiche, Simbario 2007).
- In nome del re schiavo, Qualecultura - Jaca Book, Vibo Valentia - Milano 1995.
- Concerto in Re Maggiore, Edizioni Memoria, Cosenza 1999.
- L'atomica e il chiostro. Il monaco di Hiroshima - Ettore Majorana. La Certosa di Serra S. Bruno. Storia di una leggenda metropolitana, Qualecultura, Vibo Valentia 2001 (II ed. 2008).
- Plot, Rubbettino, Soveria Mannelli 2001.
- L'ombra sua torna, La Mongolfiera, Doria di Cassano Jonio 2003.
- Natali 'i 'na vota. Antologia di poesie di Natale in dialetto calabrese, Pancallo Editore, Locri, 2003.
- Venerdì e Domenica. Poesia calabrese del mangiare, Fondazione Carical, Cosenza 2004.
- Il racconto vibonese, Il Brigante, Serra San Bruno 2005.
- Boccheciampe, La Mongolfiera, Doria di Cassano Jonio 2007.
- Calabria erotica, Città  del Sole, Reggio Calabria 2011.
- Rime in Croce, Grafica Allegria, Filandari 2011

## Premi e riconoscimenti
Sharo Gambino fu vincitore dei seguenti premi: 
- Premio Corrado Alvaro (1960)
- Premio Amantea (1964)
- Premio Nicola Misasi (1964)
- Premio Presidenza del Consiglio dei Ministri (1974)
- Premio Sila (1976) sezione saggistica per La mafia in Calabria[1]
- Premio Pino d'oro (1988)
- Premio Ghironda (1999)